# خاندان کونوئه
خاندان کونوئه (به ژاپنی: 近衛家 Konoe-ke) یکی از خاندان‌های اشرافی ژاپن بود که از خاندان فوجی‌وارا منشعب شده بود.